# Raz-de-marée de la Saint-Thomas en 1163
Le raz-de-marée de la Saint-Thomas a eu lieu aux Pays-Bas le 21 décembre 1163, le jour de la Saint-Thomas. Ces inondations touchèrent surtout la Hollande. Tout au long de l'année 1163, la région avait été touchée par des inondations, occasionnant plusieurs ruptures de digues le long de la Meuse.
La conséquence principale du raz-de-marée de la Saint-Thomas fut un barrage complet de l'embouchure du Vieux Rhin à Katwijk, déjà victime d'un ensablement bien avancé. Par conséquent, le Rhin ne pouvait plus évacuer ses eaux vers la mer du Nord. Plusieurs polders en Hollande et en Utrecht étaient inondés.
Sur les ordres de Florent III et sans consultation, le vieux Rhin a alors été endigué à Zwammerdam en 1165, mais à partir de ce moment, Utrecht dut également faire face à des inondations, ce qui entraîna une guerre de courte durée entre Utrecht et la Hollande. Vers 1200, un nouveau drainage a été creusé via le Haarlemmermeer plus au nord et le problème de l'eau a ainsi été résolu.

## Source
- (nl) Cet article est partiellement ou en totalité issu de l’article de Wikipédia en néerlandais intitulé « Sint-Thomasvloed (1163) » (voir la liste des auteurs).